# Antonio Gramsci
Antonio Francesco Gramsci [anˈtɔːnjo franˈtʃesko ˈɡramʃi] ⓘ; 22  (Ales, Cerdeña, 22 de enero de 1891 - Roma, 27 de abril de 1937) fue un intelectual, filósofo, teórico marxista, político, sociólogo y periodista italiano. Escribió sobre teoría política, sociología, antropología y lingüística. Fue uno de los fundadores del Partido Comunista de Italia, creado en 1921, y después secretario y una de sus figuras de primer plano. Fue encarcelado en Turi bajo el régimen fascista de Benito Mussolini en 1926.
Es considerado como uno de los más destacados teóricos del marxismo por sus aportes teóricos en conceptos como hegemonía cultural, bloque hegemónico y posmodernismo en relación con la sociedad de consumo.

## Biografía

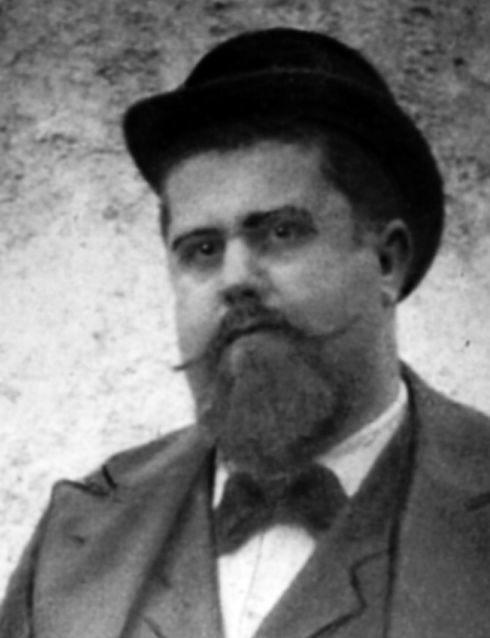
Francesco Gramsci, padre de Antonio Gramsci (c. 1900)

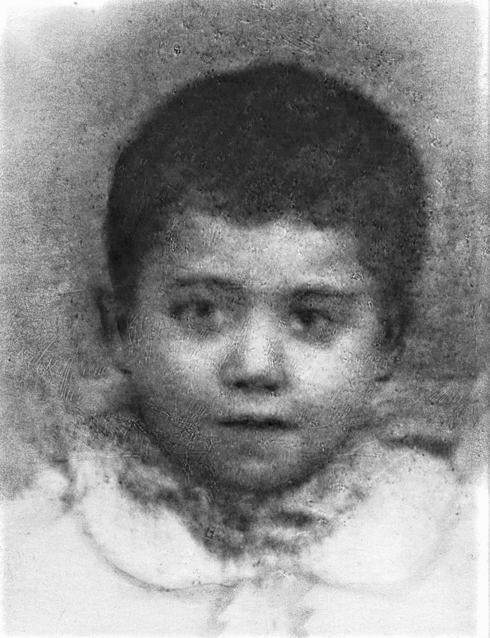
Antonio Gramsci en 1897.

Sus padres fueron Francesco Gramsci (1860-1937) y Giuseppina Marcias (1861-1932), una familia sumida en la miseria. Su juventud estuvo llena de dificultades y sacrificios para superar la precaria condición familiar, que no le permitió llevar adelante sus estudios más que de forma muy intermitente.
Su padre, Francesco, era originario de Gaeta y había estudiado derecho, pero debido a la pobreza de su familia tuvo que buscar rápidamente un trabajo y partió a Cerdeña. En el año 1881 obtuvo un empleo en la oficina del registro de Ghilarza (provincia de Oristán) y allí conoció a la futura madre de Gramsci, Peppina, que solo había estudiado hasta tercero de primaria. Se casaron pese a la oposición de los padres de ella. Durante este período nacieron cuatro de sus hijos: Gennaro (1884), Grazietta (1887), Emma (1889) y el 22 de enero de 1891, en Ales, Antonio, que fue bautizado el 29 de enero.
Al año siguiente los Gramsci se mudaron a Sorgono (provincia de Nuoro), donde nacieron sus otros tres hijos: Mario (1893), Teresina (1895) y Carlo (1897). El padre fue arrestado el 9 de agosto de 1898 bajo la acusación de concusión y falsificación, por lo que fue condenado el 27 de octubre de 1900 a una pena mínima, por el atenuante de «escasa cuantía»: 5 años, 8 meses y 22 días de cárcel, que expió en Gaeta. Privados del sueldo del padre, su familia numerosa padeció una extrema miseria. Es entonces cuando Gramsci, que apenas tenía tres años, sufrió una caída de cuyo traumatismo le quedó como secuela una deformación de la columna que le impidió crecer, de modo que su altura adulta no llegó a superar el metro y medio.
Otra versión de este hecho es, sin embargo, diferente, según la autopsia de sus restos y los datos que ofrece la Casa-museo de Antonio Gramsci en Ghilarza. El trastorno sería en realidad una tuberculosis osteoarticular que impidió su crecimiento normal y habría afectado sus pulmones poco antes de su muerte.

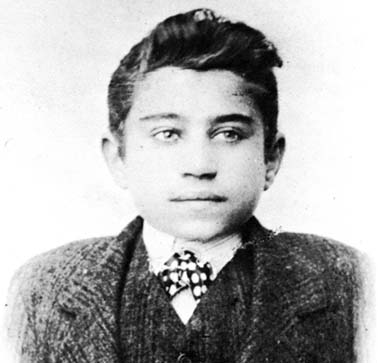
Antonio Gramsci en 1906.

Gramsci comenzó a asistir a la escuela primaria a los siete años y la concluyó en 1903, con las máximas calificaciones. La pobreza de la familia le impidió inscribirlo en la enseñanza secundaria, ya que debía contribuir a la economía doméstica. Trabajó en la Oficina del Catastro por 9 liras al mes, el equivalente a un kilo de pan al día. Trabajaba diez horas por día removiendo «registros que pesaban más que yo y muchas noches lloraba a escondidas porque me dolía mucho el cuerpo».
El 31 de enero de 1904 Francesco concluyó su periodo de condena y obtuvo un empleo de escribano en la Oficina de Catastro, así que Antonio pudo inscribirse en la escuela secundaria municipal de Santu Lussurgiu, a 18 kilómetros de Ghilarza, «una pequeña escuela en la cual tres presuntos profesores regañaban, con caras exageradamente sombrías, durante las cinco clases»[cita requerida]. Con esta preparación logró graduarse en Oristán y en el verano de 1908 se inscribió en el liceo Dettori de Cagliari, donde compartió una pensión con su hermano Gennaro, quien trabajaba en una fábrica de hielo.
Al concluir su segundo año de instituto pidió a su profesor, director de La Unión Sarda, que le permitiese colaborar en el verano en el periódico con breves artículos, lo cual el profesor aceptó. El 20 de julio de 1910 Gramsci recibió su credencial de periodista. Al año siguiente se graduó en el liceo con ochos, salvo un nueve en italiano.

### Turín
En 1911 el Colegio Carlo Alberto de Turín ofrecía 39 becas para estudiantes de 70 liras al mes durante once meses para poder asistir a la Universidad de Turín. «Partí para Turín como si fuese en estado de sonambulismo. De cien liras recibidas en casa tenía solo 55 liras en la bolsa, ya que había gastado 45 en el viaje en tercera clase». El 27 de octubre de 1911 concluyó los exámenes para la beca y los superó clasificándose en noveno lugar; en el segundo estaba un estudiante genovés llamado Palmiro Togliatti que después será su compañero en el Partido Comunista Italiano (PCI).
Se inscribió en la Facultad de Letras, pero no le alcanzaban a cubrir gastos las exiguas 70 liras mensuales de la beca, ni siquiera para pagarse calefacción: «La preocupación del frío no me permite estudiar porque paseo en la recámara para calentarme los pies o debo de estar totalmente cubierto porque no logro aguantar la primera helada».
Sus opiniones políticas en aquel tiempo solo consistían en una genérica adhesión a las ideas socialistas originadas en un fuerte resentimiento por las injusticias que había padecido y que había visto cometer en la región del Mezzogiorno y particularmente en Cerdeña, afectada por los retrasos en las decisiones políticas y económicas que tomaban los del continente.

Durante las elecciones políticas del 26 de octubre de 1913 se hallaba nuevamente en su hogar. Italia se encontraba en guerra contra Turquía a causa de la conquista de Libia y votaron por primera vez incluso los analfabetos; sin embargo, se reiteran como en elecciones precedentes la corrupción y la intimidación electoral. Angelo Tasca, joven dirigente socialista turinés, amigo y compañero de estudios de Gramsci, escribió:
«[Gramsci] había sido muy golpeado por la transformación producida en aquel ambiente de la participación de las masas campesinas en las elecciones, aunque no supieran y no pudieran todavía servirse por su cuenta de esa nueva arma. Fue este espectáculo, y la meditación sobre esto, lo que hizo definitivamente de Gramsci un socialista».
En los primeros días de noviembre de 1913, Gramsci se instaló en una buhardilla del último piso de un edificio situado en el n.º 14 de la calle San Máximo, hoy monumento nacional; debe fecharse en este periodo su inscripción en el Partido Socialista Italiano. Se incorporó con retraso a los exámenes a causa de «un tipo de anemia cerebral, que me quita la memoria, me devasta el cerebro, me hace enloquecer hora tras hora, sin que logre encontrar descanso, ni paseando, ni tendido en la cama, ni tendido en el piso, arrollándome furibundo en ciertos momentos». Para no perder el abono mensual de la Fundación Albertina, logra aprobar diversos exámenes entre marzo y abril de 1914.

Toma lecciones privadas de filosofía con el profesor Annibale Pastore, acerca de quien escribió posteriormente:
«Su orientación era originalmente crociana [...] quería darse cuenta del proceso formativo de la cultura para los fines de la revolución [...] cómo hace el pensar para actuar [...] cómo las ideas se vuelven fuerzas prácticas».
Gramsci escribirá también sobre la necesidad de superar un modo de vivir y de pensar atrasado, como era el propio de un sardo de principios de siglo, a fin de alcanzar un modo de vivir y de pensar que no fuera ya regional y aldeano, sino nacional, y también de cómo «provocar en la clase obrera la superación de aquel provincianismo al revés de la “bola de plomo” [así era considerado generalmente el Sur de Italia por parte del Norte] que tenía sus profundas raíces en la tradición reformista y corporativa del movimiento socialista».
Frecuenta a los jóvenes compañeros del Partido, entre los cuales se encontraban Ángelo Tasca, Palmiro Togliatti —futuro secretario general del PCI— y Umberto Terracini: «Salíamos juntos de las reuniones del partido [...]; mientras los últimos noctámbulos se detenían a observarnos [...], continuábamos nuestras discusiones, mezclándolas de propuestas feroces, de carcajadas estrepitosas, de galopes en el reino de lo imposible y del sueño».
En la Italia que se había declarado neutral en la Primera Guerra Mundial —neutralidad que también afirmaba el Partido Socialista—, escribe por primera vez en el periódico socialista turinés Il Grido del Popolo ("El Grito del Pueblo") el 31 de octubre de 1914 el artículo "Neutralidad activa y operante" en respuesta al artículo de Benito Mussolini "De la neutralidad absoluta a la neutralidad activa y operante", sin poder imaginar sin embargo la evolución política que habría de tener el que era entonces un importante y popular líder del socialismo.
El 13 de abril de 1915 aprueba su último examen en la Universidad; Italia entra en guerra y Gramsci siente, como nunca antes, la necesidad de un compromiso político directo y asiduo.

#### Actividad periodística

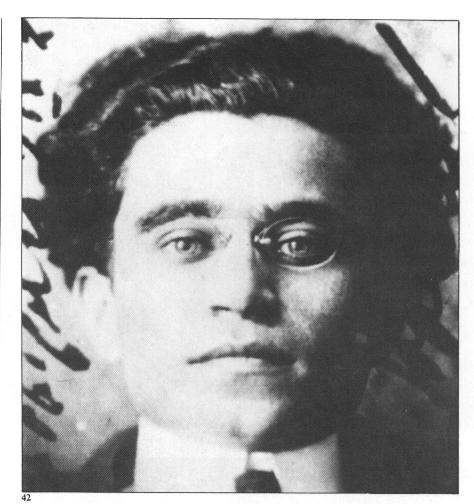
Retrato de Gramsci (1915).

Desde los primeros meses de 1916, en plena guerra mundial, fue uno de los tres redactores del semanario de la sección socialista de Turín El Grito del Pueblo y de la hoja turinesa del Avanti en la sección "Bajo la mole"; publicó breves panfletos y crítica teatral. Más tarde diría haber escrito, en diez años de periodismo, «quince o veinte volúmenes de 400 páginas, pero escritas en un día para morir con el día» y se jactaría de haber contribuido a hacer popular el teatro de Pirandello, entonces incomprendido o escarnecido. Se liberó del aislamiento de su vida de estudiante pobre y huraño visitando obreros y dictando conferencias en los círculos socialistas.
En estos escritos ponía de manifiesto su intransigencia política y su ironía incluso en contra de los socialistas reformistas, su fastidio hacia cada expresión meramente retórica, pero también su formación idealista, su deuda cultural respecto a Benedetto Croce, mayor aún que la que mantenía con Karl Marx. «En aquel tiempo» –escribirá– «el concepto de unidad de teoría y práctica, de filosofía y política, no me resultaba claro y yo era por tendencia crociano».
En marzo de 1917, el zar Nicolás II de Rusia abdicó, instaurándose el gobierno de la Duma; las noticias llegaban parciales y confusas, pero el 29 de abril Gramsci escribió que «la revolución rusa es [...] un acto proletario y naturalmente debe desembocar en un régimen socialista» y en mayo sostiene que Lenin «ha suscitado energías que jamás morirán. Él y sus compañeros bolcheviques están persuadidos de que es posible en todo momento realizar el socialismo».
El 25 de agosto de 1917 Turín se alzó espontáneamente contra la guerra y el hambre y la represión militar causó más de cincuenta muertos y centenares de heridos. La ciudad fue declarada zona de guerra. Los dirigentes socialistas fueron arrestados en masa y la dirección de la sección socialista quedó a cargo de un comité de doce personas del que formaba parte Gramsci.

Los bolcheviques tomaron el poder en Rusia el 7 de noviembre, pero durante semanas a Europa llegaban tan solo noticias confusas hasta que el 24 de noviembre la edición nacional del Avanti! publicó un editorial con el título “La Revolución contra El capital” firmado por Gramsci.
«La revolución de los bolcheviques se compone más de ideologías que de hechos. [...] Es la revolución contra El Capital de Carlos Marx. El Capital [...] era la demostración crítica de la fatal necesidad de que en Rusia se formase una burguesía, se iniciase una era capitalista, se instaurase una ciudadanía de tipo occidental [...] Si los bolcheviques renegaron de algunas afirmaciones de El Capital, pero no de su pensamiento inmanente, vivificador [...] Vivían el pensamiento marxista, aquel que no moría nunca [...] que en Marx se había contaminado de incrustaciones positivistas y naturalistas».
También en Italia las dificultades de la guerra y el eco de la Revolución Rusa llevaron a sublevaciones espontáneas duramente reprimidas por el orden constituido; la revuelta por el pan de Turín de septiembre de 1917 desencadenó una dura reacción: 50 muertos y más de 200 heridos, declaraciones de Turín como zona de guerra y la consiguiente aplicación de la ley marcial, arrestos en cadena que golpearon no solo a los que habían participado en el levantamiento, sino también a los elementos políticos de la oposición (y en especial a todo el núcleo de la fracción socialista) con la acusación de instigación a la revolución.

Después de los arrestos efectuados en Turín, Gramsci pasó a ser el único redactor de El Grito del Pueblo, que cesó de publicarse el 19 de octubre de 1918. Terminada la guerra, Gramsci trabajó únicamente en la edición piamontesa del Avanti! desde el 5 de diciembre; pero los jóvenes socialistas turineses Gramsci, Tasca, Togliatti y Terracini intentaron expresar, después de la revolución rusa, nuevas exigencias en la actividad política socialista, que no sentían representadas en la Dirección Nacional:
«Queríamos hacer, hacer, hacer, nos sentíamos angustiados, sin una orientación, hastiados en la ardiente vida de aquellos meses después del armisticio, cuando parecía inmediato el cataclismo de la sociedad italiana».
Escribió por sí mismo el número único del periódico de los jóvenes socialistas La Città Futura, publicado el 11 de febrero de 1917.

### L'Ordine Nuovo
Fundó junto a Angelo Tasca, Palmiro Togliatti y Umberto Terracini el periódico L'Ordine Nuovo (reseña semanal de cultura socialista) en 1919 y la línea política de la revista, después de un camino incierto, se definió adoptando posiciones netamente obreras. El primero de mayo de 1919 se publicó el primer número de Orden Nuevo con Gramsci como secretario de redacción y animador de la revista.
Los obreros sintieron predilección por el semanario porque «los artículos no eran frías arquitecturas intelectuales, sino que desobstruían nuestra discusión con los mejores obreros, creaban sentimientos, voluntad, pasiones reales de la clase obrera turinesa [...] eran casi una toma de conciencia de sucesos reales».

### Los Consejos de Fábrica
Participó asimismo en el movimiento de los Consejos de fábrica de Turín (1919-1920). De hecho, si la democracia burguesa tiene su punto de apoyo institucional en el Parlamento, la democracia proletaria asigna a los Consejos de fábrica esta posición democrática, que considera necesaria para el nacimiento del "nuevo orden". De aquí surgen las batallas por la introducción y la difusión de estos Consejos, la proximidad con los sentimientos y las opiniones de los obreros, la crítica al Partido Socialista Italiano, que considera que es "para los proletarios, pero no del proletariado" y al que acusa de estar homologado a la lógica del poder burgués y de ser incapaz de expresar una alternativa política real.

#### La praxis
Gramsci apoyó la huelga de abril de 1920, la ocupación de las fábricas del septiembre siguiente y la frustrada huelga de abril de 1921. Además polemizó con la dirección del Partido Socialista, tanto contra los maximalistas como contra los reformistas. Indicó un programa que sacudió la explícita aprobación de Lenin al II Congreso de la  III Internacional o Internacional comunista, que había pedido la expulsión del partido de los reformistas y de algunos maximalistas.

### La fundación delPartido Comunista de Italia(PCd'I)
La resolución de la Internacional comunista que pedía a los partidos socialistas el alejamiento de los reformistas y más en general de los gradualistas (los que pretendían la toma del poder político por la vía democrática electoral para efectuar las reformas sociales) fue desoída por el Partido Socialista Italiano (PSI). A pesar de la aprobación y el aval de Lenin a los ordinovisti en el II Congreso de la Internacional (organización a la cual el PSI había decidido adherirse en el congreso de Bolonia de octubre de 1919), los vértices del PSI estaban en manos de dirigentes formados en el viejo estado liberal, incapaces de comprender el momento político-social crucial de la posguerra.

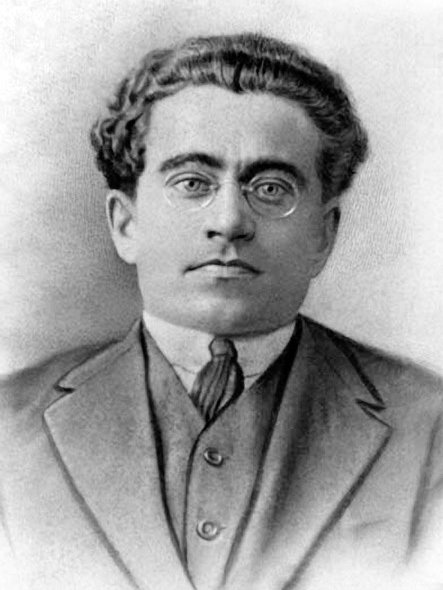
Retrato de Gramsci en 1922.

En este sentido, el fracaso de las revueltas obreras de agosto a septiembre de 1920 (no comprendidas y por tanto duramente criticadas tanto por los dirigentes del Partido Socialista Italiano como por los dirigentes de la Confederación General del Trabajo), y el aislamiento de los ordinovistas del partido, propiciaron la escisión de la izquierda, anunciada ya en un congreso de la facción en noviembre de 1920, en Imola.
La escisión tuvo lugar el 21 de enero de 1921, en el Teatro San Marco de Livorno, con el nacimiento del Partido Comunista de Italia (PCI), sección italiana de la Internacional. En el comité central entran dos ordinovistas, Gramsci y Terracini, mientras que el Ejecutivo está conformado por Amadeo Bordiga, Bruno Fortichiari, Luigi Repossi, Ruggiero Grieco y Umberto Terracini. 
Desde el primero de enero de 1921 Gramsci dirige L’Ordine Nuovo, que se había convertido en uno de los diarios comunistas junto a Il Lavoratore de Trieste e Il Comunista de Roma, este último dirigido por Palmiro Togliatti. La línea del partido es dictada por Amadeo Bordiga. Aunque Gramsci no compartía sus posiciones sectarias, no se enfrentó abiertamente con ellas. En la dirección del periódico mira con respeto las posiciones de los católicos de izquierda de la corriente de Guido Miglioli del Partido Popular Italiano, no tolera las tradicionales posiciones anticlericales del movimiento socialista, y confía al liberal Piero Gobetti la crítica teatral. No es electo diputado en las elecciones del 15 de mayo: no tiene capacidades oratorias, todavía es joven y tampoco su constitución física le gana el aprecio de muchos electores.
Pesa, además, el abstencionismo bordiguiano que (en contraste con las mismas teorías leninistas de utilizar el parlamento para poner al desnudo el carácter mistificador de las instituciones representativas), en nombre de una presunta pureza política no solo no quiere participar en la formación de la representación y la vida parlamentaria del estado burgués, sino que evita asumir responsabilidades operativas directas, relegando así al partido a un sustancial inmovilismo que desorienta a las masas.
Agotado el empuje revolucionario en los escenarios europeos, se plantea una reacción política para enfrentar lo que sería necesario: que los partidos socialistas y comunistas hagan un frente común. Pero Bordiga está en contra de todo acuerdo. También en contraste con la dirección de la Internacional, en el segundo congreso nacional comunista de Roma, en marzo de 1922, una vez más Gramsci, pese a discrepar privadamente, no se expresa contra las posiciones de la mayoría bordiguiana.
Al fin de mayo parte rumbo a Moscú, designado para representar al partido italiano en el ejecutivo de la Internacional comunista. Llega ya enfermo y en el verano se recupera en un sanatorio para enfermedades nerviosas de Moscú. Allí conoce a una paciente rusa, Eugenia Schucht, una violinista que había vivido algunos años en Italia y, a través de ella, a su hermana Julia (1894-1980), también ella violinista, que había permanecido varios años en Roma graduándose en el Liceo musical de Roma.
Julia, de 26 años, es bella, alta, tiene un aspecto romántico; Gramsci se enamora. Recordará el «primer día que [...] no me atrevía a entrar en tu habitación porque me habías intimidado [...] Al día que partiste a pie y yo te acompañé a pie hasta la gran calle a lo ancho del bosque y me quedé tanto tiempo detenido para verte alejarte sola, con tu carga de transeúnte, por la gran calle, hacía el mundo enorme y terrible [...] He pensado mucho en ti, que entraste en mi vida y me diste el amor y eso que siempre me había faltado y que me hacía malo y opaco».
Se casaron en 1923 y tendrían dos hijos, Delio el 5 de septiembre de 1924, y Juliano el 30 de agosto de 1926.
Ante el advenimiento al poder de Benito Mussolini, la Internacional estableció que los comunistas italianos se unieran con la corriente socialista de los internacionalistas y ordenó la constitución de un nuevo ejecutivo, poniendo en minoría a Bordiga, todavía contrario a todo acuerdo. Pero, mientras tanto, en Italia, en febrero de 1923, fueron detenidos tanto Bordiga como los representantes del nuevo ejecutivo. Gramsci quedó así como el máximo dirigente del partido y en noviembre se trasladó a Viena para seguir más de cerca la situación italiana.

### Diputado al Parlamento
Gramsci fue elegido diputado en las elecciones del 6 de abril y pudo volver a entrar en Roma, protegido por la inmunidad parlamentaria, el 12 de mayo de 1924. El mismo mes, en los alrededores de Como, se realiza una convención ilegal de los dirigentes de las federaciones comunistas italianas: los delegados se fingen dependientes de una empresa milanesa turística en excursión. Con todos los discursos públicos fascistas e himnos a Mussolini, discuten la táctica del partido. La línea de Bordiga, aunque excluido del Ejecutivo, resulta todavía mayoritaria.
El 10 de junio un grupo fascista secuestra y mata al diputado socialista Giacomo Matteotti. Parece que el fascismo está a punto de derrumbarse por la indignación moral que entonces atraviesa el país, pero no es así; la oposición parlamentaria opta por la línea estéril de abandonar el Parlamento: los liberales esperan un apoyo de la Corona, que no llega; los católicos son hostiles tanto a los fascistas como a los socialistas y estos últimos son hostiles a todos, comunistas incluidos; Gramsci presentó a la oposición que había salido del parlamento la propuesta de huelga general, pero fue rechazada porque, según escribía Gramsci, la misma no tenía voluntad de actuar: tiene un «miedo increíble de que nosotros tomemos el control y por lo tanto maniobra para obligarnos a abandonar la reunión».
A pesar de las divisiones de la oposición antifascista, Gramsci creía que la caída del régimen era inminente: el fascismo «ha logrado constituir una organización de masa de la pequeña burguesía. Es la primera vez en la historia que esto se verifica. La originalidad del fascismo consiste en haber encontrado la forma adecuada de organización para una clase social que siempre ha sido incapaz de tener una buena relación y una ideología adecuada» Pero, según él, «las clases medias que habían puesto en el fascismo todas sus esperanzas fueron arrolladas [...] El Partido fascista nunca logrará convertirse en un partido normal de gobierno. Mussolini sólo tiene del estadista y del dictador algunas pintorescas poses exteriores; él no es un elemento de la vida nacional, es un fenómeno del folclore campesino destinado a pasar a la historia en la categoría de las diversas máscaras provinciales italianas y no en la de los Cromwell, los Bolívar, los Garibaldi».
Se engañaba, porque la inercia de la oposición no fue capaz de dar alternativas a aquel bloque social y los fascistas retomaron valor y sobre todo la violencia de los squadristi; en uno de los incontables actos de violencia fue agredido incluso Gobetti: Cuando, el 13 de septiembre, el militante comunista Giovanni Corvi, para vengar la muerte de Giacomo Matteotti, mató en un tren al diputado fascista Armando Casalini, la represión se agudizó.
El 20 de octubre Gramsci propone, vanamente, que la oposición aventiniana, es decir, la que está en protesta por la muerte de Matteotti, se constituya en un Antiparlamento. El 26 del mismo mes, Gramsci parte para Cerdeña para intervenir en el congreso regional del partido y para volver a ver a sus familiares. El 6 de noviembre se despide de su madre, sin saber que jamás la volvería a ver.
El 12 de noviembre de 1924 el diputado comunista Luigi Repossi vuelve a entrar en el Parlamento, donde se sientan solo los diputados fascistas y sus aliados, para conmemorar a Matteotti, y el 26 vuelve a entrar todo el grupo parlamentario comunista.
El 27 de diciembre de 1924 el cotidiano Il Mondo publica las declaraciones de Cesare Rossi, jefe del servicio de prensa de Mussolini, a propósito del asesinato de Matteotti: «Todo cuanto ha sucedido ha ocurrido siempre por la voluntad directa o con la aprobación o la complicidad del Duce» y el 3 de enero de 1925 Mussolini, en un discurso que se hizo famoso, declara en la Cámara que asume «la responsabilidad política, moral, histórica de todo lo ocurrido», desatando una nueva oleada represiva.
De febrero a abril de 1925 Gramsci se encuentra en Moscú para conocer finalmente a su hijo Delio y volver a encontrarse con su esposa. El 16 de mayo, en Italia, realiza su primer –y único– discurso en el parlamento, ante su excompañero de partido Mussolini. A pretexto de reprimir la Masonería, el gobierno había elaborado un proyecto de ley para disciplinar las actividades de las asociaciones, entes e institutos. Según Gramsci, «con esta ley ustedes esperan impedir el desarrollo de grandes organizaciones obreras y campesinas [...] Ustedes pueden conquistar al estado, pueden modificar los códigos, pueden tratar de impedir que las organizaciones existan en la forma en que han existido hasta ahora, pero no podrán prevalecer sobre las condiciones objetivas con que están forzados a moverse. Ustedes no harán otra cosa que obligar al proletariado a buscar un camino diferente [...] Las fuerzas revolucionarias italianas no se dejaron aplastar; vuestro turbio sueño no llegará a realizarse».

### El Congreso de Lyon
Del 20 al 26 de enero de 1926 se desarrolla clandestinamente en Lyon (Francia) el III Congreso del Partido, donde la mayoría que tiene como líder a Gramsci presenta sus tesis.
Con un capitalismo débil y la agricultura como base de la economía nacional, en Italia persiste el compromiso entre industriales del norte y latifundistas del sur, perpetuándose los males de la mayoría. El proletariado, en cuanto fuerza social homogénea y organizada respecto a la pequeña burguesía urbana y rural, que tiene intereses diferenciados, aparece en las tesis de Gramsci como el único elemento que tiene una función unificadora de toda la sociedad.
Según Gramsci el fascismo no es, como sostiene Bordiga, la expresión de toda la clase dominante, sino que es el producto político de la burguesía urbana y agraria que ha entregado el poder a la alta burguesía, y su tendencia imperialista es la expresión de la necesidad de las clases industriales y agrarias «de encontrar fuera del campo nacional los elementos para la solución de la crisis de la sociedad italiana» que sin embargo permite, por su naturaleza opresora y reaccionaria, una solución revolucionaria de las contradicciones sociales y políticas. Las dos fuerzas sociales idóneas para dar lugar a esta solución son el proletariado del norte y los campesinos del sur. Para alcanzar este fin, el partido será bolchevizado, es decir, organizado por células de fábrica y disciplinado negando en su interior la posibilidad de la existencia de fracciones.
El congreso aprueba las tesis por mayoría absoluta y elige al Comité General con Gramsci como secretario del Partido.

### La cuestión meridional
Cuando regresa a Roma, pasa algunos meses con su familia. Su esposa, que espera el segundo hijo, Giuliano, deja Italia el 7 de agosto de 1926, mientras la cuñada Eugenia regresa a Moscú el mes siguiente con el hijo Delio; Gramsci escribe del hijo que «me parece que ahora se inicia para él una fase muy importante, aquella en que deja los recuerdos más tenaces, porque durante su desarrollo se conquista el mundo grande y terrible». Pero no será jamás parte de los recuerdos de su hijo, que no volverá a verlo.
En septiembre Gramsci comienza a escribir un ensayo sobre la cuestión meridional, en que analiza los años del desarrollo político italiano desde 1894, año de los movimientos campesinos sicilianos, seguido de la insurrección de Milán de 1896, reprimida a cañonazos por el gobierno. Según Gramsci, la burguesía italiana, personificada políticamente por Giovanni Giolitti, ante los sufrimientos de las clases marginadas de los campesinos meridionales y de los obreros del norte, en lugar de respaldar a las fuerzas agrarias (lo que habría supuesto una política librecambista y de bajos precios industriales), optó por el bloque industrial–obrero, con un consiguiente proteccionismo arancelario unido a la concesión de libertades sindicales.
Ante la persistencia de la oposición obrera, que se manifiesta también contra los dirigentes socialistas reformistas, Giolitti buscó un acuerdo con los campesinos católicos del centro-norte. El problema es entonces, para Gramsci, una política de oposición que rompa la alianza burguesa-campesina, procurando la convergencia del campesinado con la clase obrera.
La sociedad meridional, según Gramsci, está constituida por tres clases fundamentales: jornaleros y campesinos pobres, políticamente inconscientes; pequeños y medianos campesinos que no trabajan la tierra pero que obtienen de ella una renta que les permite vivir en la ciudad, normalmente como empleados estatales, y que desprecian y temen al trabajador de la tierra y hacen de intermediarios en el consenso entre campesinos pobres y la tercera clase, la de los grandes terratenientes. Esta clase a su vez contribuye a la formación de la intelectualidad nacional, con personalidades de la talla de Benedetto Croce y de Giustino Fortunato que son los principales y más refinados defensores de la conservación de este bloque agrario.
Para poder romper este bloque se necesitaría la formación de una clase de intelectuales medios que interrumpan el consenso entre las dos clases extremas favoreciendo así la alianza de los campesinos pobres con el proletariado urbano.

### El arresto, el proceso y la cárcel
Escribe una carta al comité central del partido bolchevique en el cual, después de la muerte de Lenin, inició una lucha entre las diversas corrientes: «hoy ustedes están destruyendo vuestra propia obra y corren el riesgo de anular la función dirigente que el partido comunista de la URSS había conquistado [...] vuestros deberes rusos pueden y deben ser llevados a cabo sólo en el cuadro de los intereses del proletariado internacional». Pero Togliatti, delegado del PCI en Moscú, prefiere no entregar la carta. Esto creó un conflicto entre Gramsci y Togliatti que nunca se resolvió en su totalidad.
El 31 de octubre de 1926 Mussolini sufre en Bolonia un atentado sin consecuencias personales, que es utilizado como pretexto para eliminar los últimos residuos de democracia: el 5 de noviembre el gobierno disuelve los partidos políticos de oposición y suprime la libertad de prensa. El 8 de noviembre, en violación de la inmunidad parlamentaria, Gramsci es arrestado en su casa y encerrado en la cárcel de Regina Coeli. Después de un periodo confinamiento en Ustica, el 7 de febrero de 1927 es encerrado en la cárcel milanesa San Vittore. La primera visita que recibe Gramsci en la cárcel es de su hermano Mario Gramsci, que había sido funcionario fascista. Su hermano se dedicó a proporcionarle ayuda y hacer que su estancia en prisión sea menos dura.
El proceso a veintidós imputados comunistas, entre los cuales incluían a Umberto Terracini, Mauro Scoccimarro, Giovanni Roveda y Ezio Riboldi, inicia en Roma el 28 de mayo de 1928; el presidente del Tribunal Especial Fascista, instituido el 7 de febrero de 1927, es el general Alessandro Saporiti y tiene por jurados cinco cónsules de la milicia fascista. Gramsci es acusado de actividad conspirativa, instigación a la guerra civil, apología del delito e incitación al odio de clase.
El ministerio público Michele Isgrò, en conclusión de su requisitoria, declara que «por veinte años debemos impedir a este cerebro funcionar» y de hecho Gramsci, el 4 de junio, es condenado a veinte años, cuatro meses y cinco días de reclusión; el 19 de julio alcanza la cárcel de Turi, en la provincia de Bari. El mismo médico de la cárcel de Turi llegó a decir a Gramsci que su misión como médico fascista no era mantenerlo con vida.
El 8 de febrero de 1929 obtiene finalmente lo necesario para escribir e inicia la escritura de sus Quaderni del carcere. Desde 1931 Gramsci sufre una grave enfermedad, el mal de Pott, la misma que afectó a Francisco de Quevedo y a Giacomo Leopardi, además de principios de tuberculosis y de arteriosclerosis. A causa de ello puede obtener una celda individual, trata de reaccionar a la detención estudiando y elaborando sus propias reflexiones políticas, filosóficas e históricas, sin embargo las condiciones de salud empeoran y en agosto Gramsci tiene una imprevista y grave hemorragia.

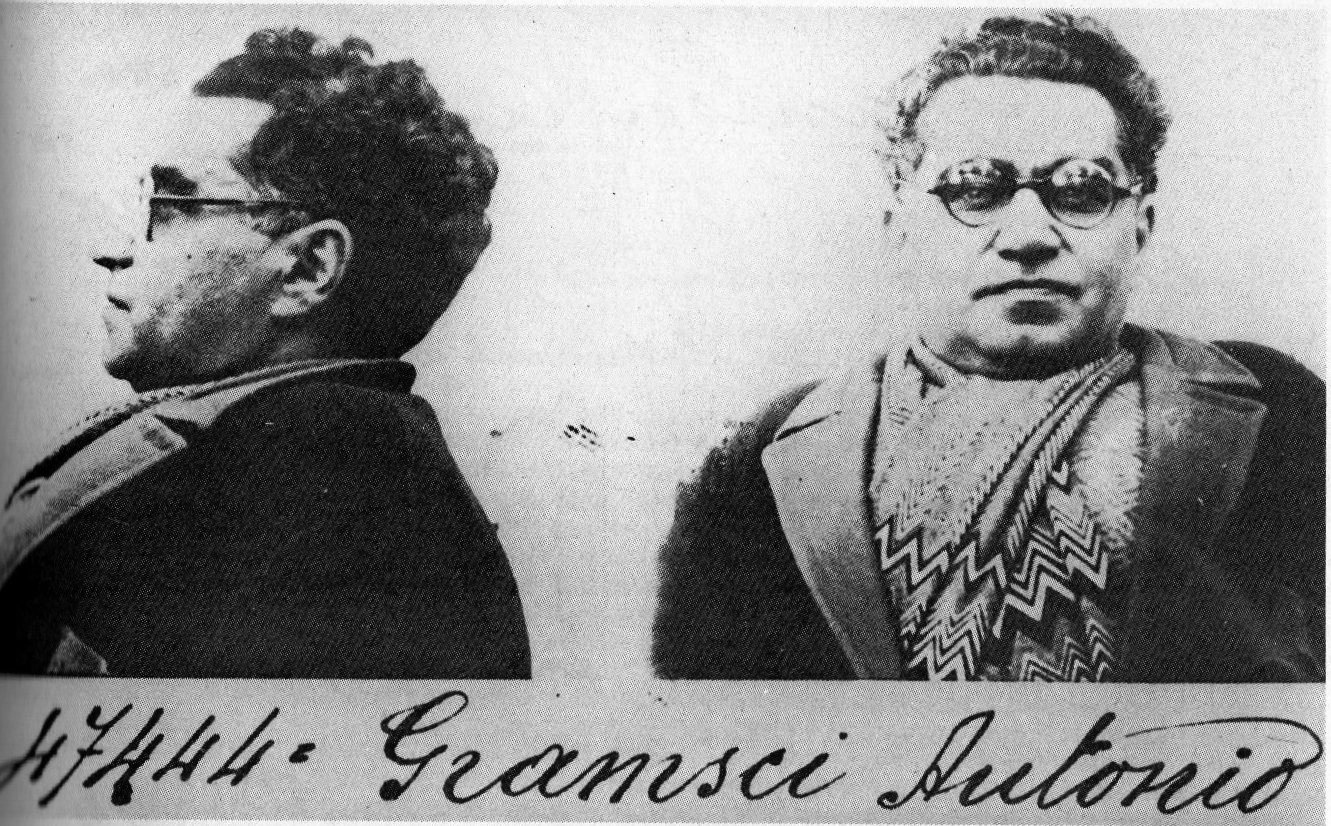
Foto policial de Gramsci en 1933.

El 30 de diciembre de 1932 muere su madre y los familiares prefieren no informarle. El 7 de marzo de 1933 tiene una segunda crisis grave, con alucinaciones y delirios: en París se constituye un comité, del cual forman parte, ente otros, Romain Rolland y Henri Barbusse, para obtener su liberación junto con la de otros detenidos políticos, pero solo hasta el 19 de noviembre Gramsci es transferido a la enfermería de la cárcel de Civitavecchia y el 7 de diciembre a la clínica del doctor Cusumano en Formia, vigilado tanto desde la recámara como desde el exterior.
El 25 de octubre de 1934 es acogida por Mussolini la petición de libertad condicional pero no es libre de moverse, en tanto que se le impide ir a curarse a otro lugar ya que el gobierno temía una fuga; solo el 24 de agosto de 1935 puede ser transferido a la clínica “Quisisana” de Roma. Está en graves condiciones: además de la enfermedad de Pott, la tisis y la arteriosclerosis, sufre de hipertensión y de gota.

### Fallecimiento

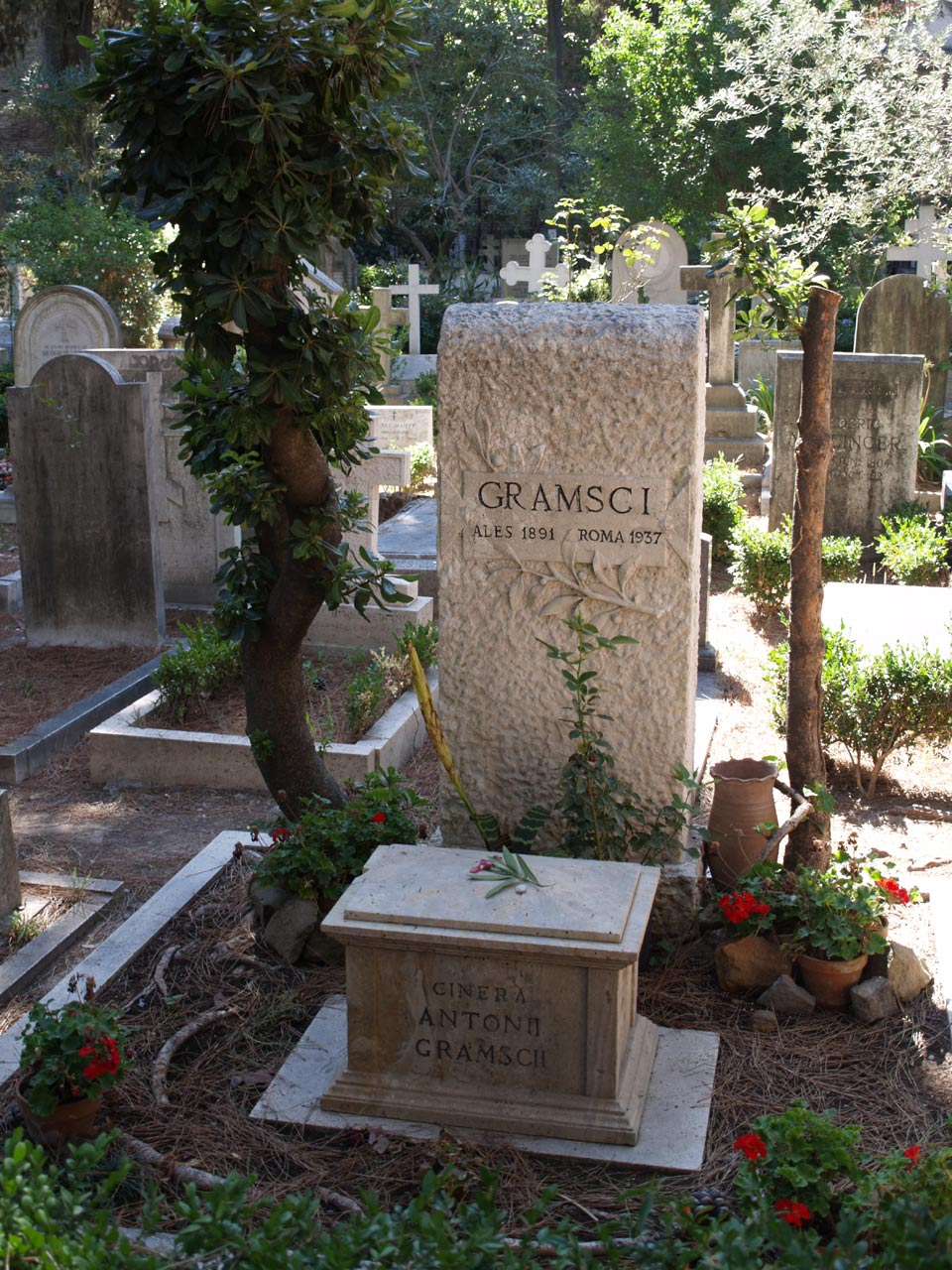
Tumba de Gramsci en Roma.

El 21 de abril de 1937 Gramsci adquiere la plena libertad pero está ya muy grave en el hospital: muere al alba del 27 de abril, con apenas cuarenta y seis años, de hemorragia cerebral.
Incinerado, al día siguiente se efectúan los funerales, de los cuales participan solo el hermano Carlo y la cuñada Tatiana. Las cenizas fueron inhumadas en el Cementerio de Verano y de ahí transferidas al Cementerio Protestantes (Cimitero acattolico) de Roma.

#### Supuesta conversión
Según afirmó el cardenal De Magistris, Antonio Gramsci se convirtió al catolicismo antes de morir y pidió los sacramentos. Esta afirmación se basa en el testimonio de una monja, de apellido Pinna, ya fallecida, quien se lo narró a su hermano, el obispo Giovanni Maria Pinna, también fallecido. La religiosa prestaba sus servicios en el hospital en que Gramsci murió y -según esta versión- el pensador comunista pidió que le trajeran una imagen del Niño Jesús y la besó conmovido. Los investigadores, incluidos algunos de confesión católica, aseguran que no hay ningún documento que acredite este hecho. Por el contrario, en toda la documentación que existe al respecto no se menciona nada de lo que narró el cardenal; Carlo Gramsci, hermano de Antonio, afirma expresamente que él estaba presente en el momento de su muerte y relata: «Tras el último intento por parte de las monjas para que se convirtiera, reaccionó girándose hacia el muro».

### Obras

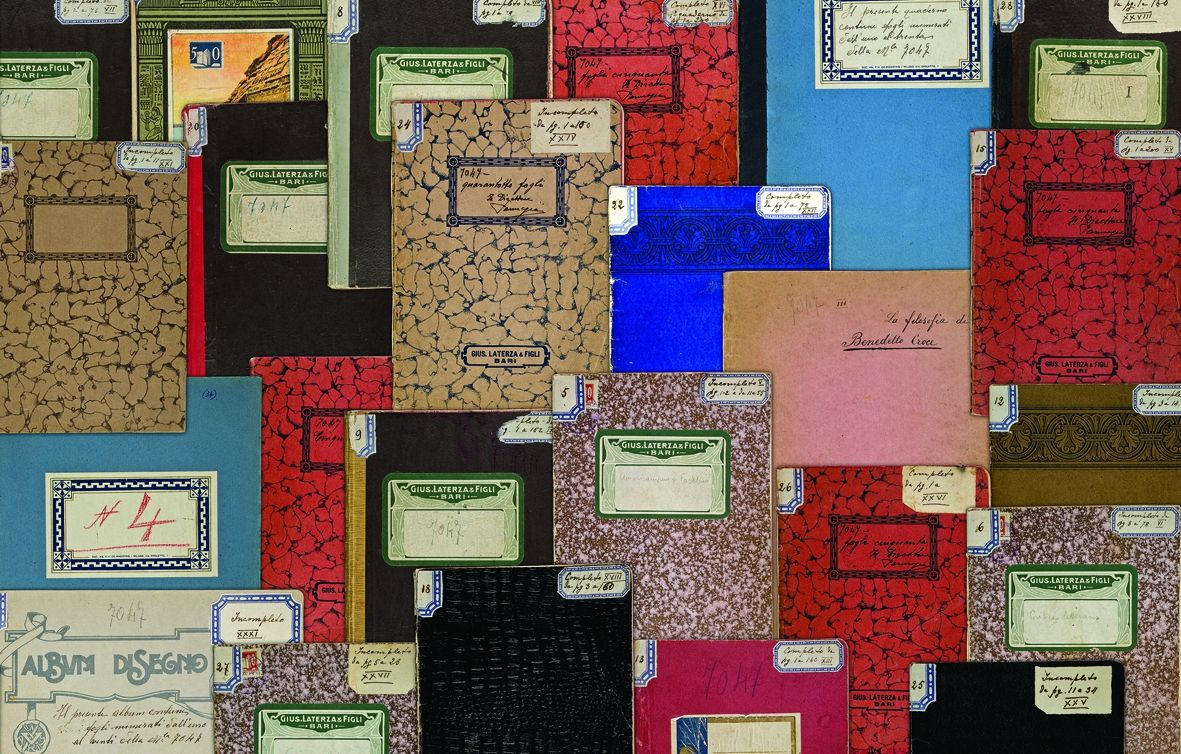
Algunos de los Cuadernos de la cárcel.

Los 32 Cuadernos de la cárcel, de complejas 2848 páginas, no fueron destinados a la publicación. Contienen reflexiones y apuntes elaborados durante su reclusión y se iniciaron el 8 de febrero de 1929 para ser definitivamente interrumpidos en agosto de 1935 a causa de la gravedad que había alcanzado su estado de salud. Su cuñada Tatiana Schucht los numeró sin tener en cuenta su cronología cuando los sustrajo, con ayuda de Piero Sraffa, de las inspecciones policíacas para entregarlos al banquero Raffaele Mattioli, secreto financiador de las redacciones de Gramsci, el cual las confió en Moscú a Palmiro Togliatti y a los otros dirigentes comunistas italianos.
Tras diversas discusiones los Cuadernos fueron revisados por Felice Platone y publicados por la casa editora Einaudi junto con sus Cartas de la cárcel remitidas a los familiares en seis volúmenes ordenados por temas homogéneos, bajo los títulos:
- El materialismo histórico y la filosofía de Benedetto Croce (1948)
- Los intelectuales y la organización de la cultura (1949)
- Il Risorgimento (1949)
- Notas sobre Maquiavelo, sobre la política y sobre el Estado moderno (1949)
- Literatura y vida nacional (1950)
- Pasado y Presente (1951)

En 1975 los Cuadernos fueron publicados en su original italiano en edición de Valentino Gerratana según el orden cronológico de su elaboración. Y también fueron recogidos en volumen todos los artículos escritos por Gramsci en Avanti!, en Grido del Popolo y en L'Ordine Nuovo. En idioma español esta edición crítica de Valentino Gerratana se publicó en México, en el año 2000.
En 2013, recopilados por Diego Bentivegna, se publica una recopilación de sus Escritos sobre el lenguaje (Buenos Aires: Eduntref), tema que fue preocupación constante en su obra desde sus tiempos de estudiante y discípulo avanzado de Matteo Bartoli en Turín.

## Contribuciones
Los cuadernos de la cárcel (Quaderni del carcere), escritos en prisión y que consisten originalmente en 30 libretas, incluyen un recuento de la historia italiana y el nacionalismo, así como ideas sobre teoría marxista, teoría educativa y de crítica.

### Hegemonía / bloque hegemónico
Se le conoce principalmente por la elaboración del concepto de hegemonía y bloque hegemónico, así como por el énfasis que puso en el estudio de los aspectos culturales de la sociedad (la llamada "superestructura", en la terminología de Karl Marx) como elemento desde el cual se podía realizar una acción política y como una de las formas de crear y reproducir la hegemonía.
Conocido en algunos espacios como el "marxista de las superestructuras", Gramsci atribuyó un papel central a los conceptos de infraestructura (base real de la sociedad que incluye fuerzas de producción y relaciones sociales de producción) / superestructura ("ideología", constituida por las instituciones, sistemas de ideas, doctrinas y creencias de una sociedad), a partir del concepto de "bloque hegemónico".
Según ese concepto, el poder de las clases dominantes sobre el proletariado y todas las clases sometidas en el modo de producción capitalista, no está dado simplemente por el control de los aparatos represivos del Estado pues, si así lo fuera, dicho poder sería relativamente fácil de derrocar (bastaría oponerle una fuerza armada equivalente o superior que trabajara para el proletariado); dicho poder está dado fundamentalmente por la "hegemonía" cultural que las clases dominantes logran ejercer sobre las clases sometidas, a través del control del sistema educativo, de las instituciones religiosas y de los medios de comunicación. A través de estos medios, las clases dominantes "educan" a los dominados para que estos vivan su sometimiento y la supremacía de las primeras como algo natural y conveniente, inhibiendo así su potencialidad revolucionaria. Así, por ejemplo, en nombre de la "nación" o de la "patria", las clases dominantes generan en el pueblo el sentimiento de identidad con aquellas, de unión sagrada con los explotadores, en contra de un enemigo exterior y en favor de un supuesto "destino nacional". Se conforma así un "bloque hegemónico" que amalgama a todas las clases sociales en torno a un proyecto burgués.
La hegemonía es el concepto que permite comprender el desarrollo de la historia de Italia y, particularmente, del Resurgimento, que habría podido asumir un carácter revolucionario si hubiese adquirido el apoyo de vastas masas populares, en particular de los campesinos, que constituían la mayoría de la población. El límite de la revolución burguesa en Italia consistió en no ser guiada por un partido jacobino, como en Francia, donde el campesinado, apoyando la revolución, fue decisivo para la derrota de las fuerzas de la reacción aristocrática.
El partido político más avanzado fue el Partido de Acción, el partido de Mazzini y Garibaldi, que no tuvo sin embargo la capacidad de plantear el problema de la alianza de las fuerzas burguesas progresistas con el campesinado: Garibaldi en Sicilia distribuyó las tierras a los campesinos, pero los movimientos de insurrección de los campesinos contra los barones fueron despiadadamente aplastados y fue creada la guardia nacional anticampesina.
Si el Partido de Acción fue un elemento progresista en las luchas del Risorgimento, no representó la fuerza dirigente, porque fue guiado por los moderados, tanto que los cavourianos (seguidores de Camillo Benso, conde de Cavour) supieron meterse a la cabeza de la revolución burguesa, absorbiendo tanto a los radicales como a sus adversarios. Esto sucede porque los moderados cavourianos tuvieron una relación orgánica con sus intelectuales, como con sus políticos, terratenientes y dirigentes industriales. Las masas populares fueron pasivas en la realización del compromiso entre los capitalistas del norte y los latifundistas del sur.
La supremacía de un grupo social se manifiesta en dos modos, como dominio y como dirección intelectual y moral. Un grupo social es dominante de los grupos adversarios que tiende a liquidar o a someter hasta con la fuerza armada y es dirigente de grupos afines y aliados. Un grupo social puede y debe ser dirigente desde antes de conquistar el poder gubernamental (ésta es una de las condiciones principales para la misma conquista del poder); después, cuando ejercita el poder… se vuelve dominante pero debe continuar siendo dirigente.
La función de Piamonte en el proceso del Risorgimento fue aquella de clase dirigente, aunque existían en Italia núcleos de clase dirigente favorables a la unificación, “estos núcleos no querían dirigir nada, o sea no querían acordar sus intereses y aspiraciones con los intereses y aspiraciones de otros grupos. Querían dominar, no dirigir y todavía: querían que sus intereses dominaran, no sus propias personas, es decir, querían que una fuerza nueva, independiente de todo compromiso y condición, se volviese árbitra de la Nación: esta fuerza fue Piamonte”, que tuvo una función comparable a la de un partido.
“Este hecho es de la máxima importancia para el concepto de revolución pasiva, pues no fue un grupo social el dirigente de otros grupos, sino un estado, sea pues limitado como potencia, sea el dirigente del grupo que debería ser dirigente y pueda poner a disposición de este un ejército y una fuerza político-diplomática… Es uno de los casos en los cuales se tiene la función de dominio y no de dirigencia de estos grupos, dictadura sin hegemonía...[cita requerida]

### Las clases subalternas

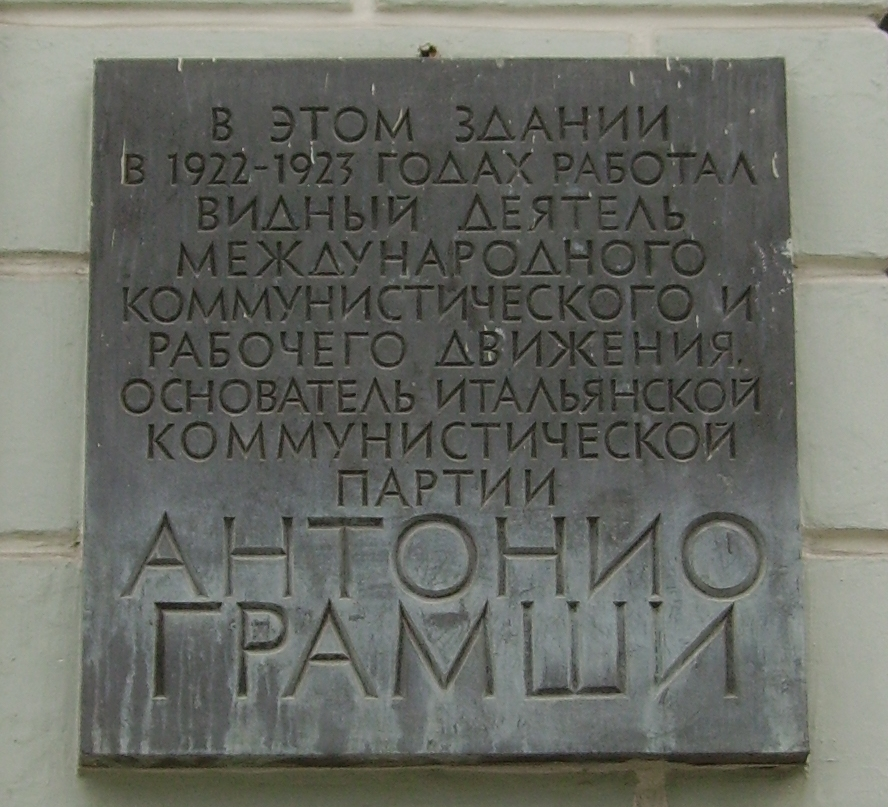
Placa conmemorativa de Gramsci en Moscú.

En Gramsci la hegemonía es el ejercicio de las funciones de dirección intelectual y moral unida a aquella del dominio del poder político. El problema para Gramsci está en comprender cómo puede el proletariado o en general una clase dominada, subalterna, volverse clase dirigente y ejercitar el poder político, o convertirse en una clase hegemónica.
La crisis de la hegemonía se manifiesta cuando, aun manteniendo el propio dominio, las clases sociales políticamente dominantes dejan de ser dirigentes de todas las clases sociales, es decir no logran resolver los problemas de toda la colectividad e imponer a toda la sociedad la propia compleja concepción del mundo. La clase social subalterna, si logra aportar soluciones concretas a los problemas irresolutos, se convierte en la clase dirigente e, incrementando su propia cosmovisión también a otros estratos sociales, crea un nuevo bloque social, que se vuelve hegemónico. El momento revolucionario aparece inicialmente, según Gramsci, a nivel de superestructura, en sentido marxista, es decir, político, cultural, ideal, moral, pero traspasa a la sociedad en su complejidad, embistiendo hasta su estructura económica, o sea embistiendo a todo el bloque histórico, término que para Gramsci indica el conglomerado de la estructura y de la superestructura, las relaciones sociales de producción y sus reflejos ideológicos.
En Italia, la clase dominantes es y ha sido parcial: entre las fuerzas que contribuyen a la conservación del bloque social están la Iglesia católica, que se bate para mantener la unión doctrinal en modo de evitar entre los fieles fracturas irremediables que sin embargo existen y que aquella no está en grado de subsanar, pero solo de controlar: “La Iglesia romana ha sido siempre la más tenaz en la lucha para impedir que oficialmente se formen dos religiones, aquella de los intelectuales y aquella de las almas simples”, una lucha que si bien, ha tenido también graves consecuencias, conectadas “al proceso histórico que transforma toda la sociedad civil y que en bloque contiene una crítica corrosiva de las religiones”, sin embargo, ha hecho resaltar “la capacitad organizadora en la esfera de la cultura del clero” que ha dado “ciertas satisfacciones a las exigencias de la ciencia y de la filosofía, pero con un ritmo tan lento y metódico que las mutaciones no son percibidas por la masa de los simples, aunque ellas parezcan revolucionarias y demagógicas a los integralistas”
Tampoco la cultura de sello idealista, en tiempos de Gramsci, dominante y ejercitada por las escuelas filosóficas crocianas y gentilianas, no ha “sabido crear una unidad ideológica entre el bajo y el alto, entre los simples y los intelectuales”, tanto que esta cultura, aunque considerando la religión una mitología, no ha ni siquiera “intentado construir una concepción que pudiese sustituir la religión en la educación infantil”, y estos pedagogos, aunque sin ser religiosos, ni confidenciales y ateos, “conceden la enseñanza de la religión porque la religión es la filosofía de la infancia de la humanidad, que se renueva en cada infancia no metafórica”. También la cultura laica “dominante” utiliza pues la religión, porque no se pone el problema de elevar a las clases populares al nivel de aquel dominante pero, al contrario, quiere mantenerla en una posición subalterna.

### Conciencia de clase
Opuesta a la de la Iglesia y del idealismo italiano está la posición del marxismo, que “no tiende a mantener los simples en su filosofía primitiva del sentido común, sino conducirlos a una concepción superior de la vida”. Esto afirma la exigencia del contacto entre aquellos hombres que cumplen la función social de intelectuales y aquellos que no, para “construir un bloque intelectual y moral que haga políticamente posible un progreso intelectual de masa y no solo de escasos grupos intelectuales”.
El hombre activo – o sea la clase obrera, - escribe Gramsci, “no tiene una clara conciencia teórica de su forma de obrar… su conciencia teórica hasta puede estar en contraste con su forma de obrar”; él obra prácticamente y al mismo tiempo tiene una conciencia teórica heredada del pasado, acogida por lo más en un modo acrítico. La real comprensión crítica de sí mismo ocurre “a través de una lucha de hegemonías políticas, de direcciones contrastantes, primero en el campo de la ética, luego de la política para llegar a una elaboración superior de la propia concepción real”. La conciencia política, es decir el ser parte de una determinante fuerza hegemónica, “es la primera fase para una ulterior y progresiva autoconciencia donde teoría y práctica finalmente se unen.
Pero autoconciencia crítica significa creación de una élite de intelectuales, porque para distinguirse y hacerse independientes se necesita organización, y no existe tal sin intelectuales, “un estado de personas especializadas en la elaboración conceptual y filosófica”.

### El partido político
Maquiavelo ya indicaba que en los modernos Estados unitarios europeos la experiencia que Italia habría de hacer propia para superar la dramática crisis emergida de las guerras que devastaron la península desde finales del siglo XV. El príncipe de Maquiavelo “no existía en la realidad histórica, no se presentaba al pueblo italiano con caracteres de inmediatez objetiva, pero era una pura abstracción doctrinaria, el símbolo del jefe, del condottiero ideal; pero los elementos pasionales, míticos… se reasumen y se convierten vivos en la conclusión, en la invocación de un príncipe realmente existente.
En los tiempos de Maquiavelo Italia no tuvo una monarquía absoluta que unificase la nación, porque, según Gramsci, en la disolución de la burguesía comunal se creó una situación interna económico-corporativa, políticamente “la peor de las formas de sociedad feudal, la forma menos progresiva y más estancada; faltó siempre, y no podía constituirse, una fuerza jacobina eficiente, la fuerza precisa que en las otras naciones ha suscitado y organizado la voluntad colectiva nacional-popular y ha fundado los estados modernos”.
A esta fuerza progresiva se opuso en Italia la “burguesía rural, herencia del parasitismo dejado en los tiempos modernos por la derrota, como clase, de la burguesía comunal”. Las fuerzas progresivas son los grupos sociales urbanos con un determinado nivel de cultura política, pero no será posible la formación de una voluntad colectiva nacional-popular, “si las grandes masas de campesinos trabajadores no irrumpen simultáneamente en la vida política. Eso entendía Maquiavelo a través de la reforma de la milicia, eso hicieron los jacobinos en la Revolución francesa; Comprendiendo esto se identifica un jacobinismo precoz en Maquiavelo.... “.
Modernamente, el Príncipe invocado por Maquiavelo no puede ser un individuo real, concreto, sino un organismo y “este organismo está ya dado por el desarrollo histórico y es el partido político: la primera célula en la cual se reasumen los gérmenes de voluntad colectiva que tienden a volverse universales y totales”; el partido es el organizador de una reforma intelectual y moral, que concretamente se manifiesta con un programa de reforma económica, volviéndose así “la base de un laicismo moderno y de una completa laicización de toda la vida y de todas las relaciones de costumbre”.
Para que un partido exista, y se vuelva históricamente necesario, deben confluir en él tres elementos fundamentales:
- "Un elemento difuso, de hombres comunes, medios, cuya participación sea ofrecida por la disciplina y por la fidelidad, no por el espíritu creativo y altamente organizativo... ellos son una fuerza en cuanto hay quien los centraliza, organiza, disciplina, pero en ausencia de esta fuerza cohesiva se esparcirían y se anularían en un polvillo impotente...”.

- “El elemento cohesivo principal... dotado de fuerza altamente cohesiva, centralizadora y disciplinadora y también, más bien tal vez por esto, inventiva... con solo este elemento no formarían un partido, sin embargo lo formarían más que el primer elemento considerado. Se habla de capitanes sin ejército, pero en realidad es más fácil formar un ejército que a los capitanes.

- “Un elemento medio, que articule el primer con el segundo elemento, que los meta en contacto, no sólo física, sino moral e intelectualmente...”.

### Los intelectuales
Para Gramsci, todos los hombres son intelectuales, considerando que “no hay actividad humana de la cual se pueda excluir de toda intervención intelectual, no se puede separar al homo faber del homo sapiens” en cuanto, independientemente de su profesión específica, cada quien es a su modo “un filósofo, un artista, un hombre de gusto, participa de una concepción del mundo, tiene una consciente línea moral” pero no todos los hombres tienen en la sociedad la función de intelectuales.
Históricamente se forman categorías particulares de intelectuales, “especialmente en conexión con los grupos sociales más importantes y sufren elaboraciones más extensas y complejas en conexión con el grupo social dominante”. Un grupo social que tiende a la hegemonía lucha “por la asimilación y la conquista ideológica de los intelectuales tradicionales... tanto más rápida y eficaz cuanto más el grupo dado elabora simultáneamente los propios intelectuales orgánicos”.
El intelectual tradicional es el literato, el filósofo, el artista y por eso, nota Gramsci, “los periodistas, que retienen ser literatos, filósofos, artistas retienen también ser los verdaderos intelectuales”, mientras modernamente es la formación técnica la que sirve para formar la base del nuevo tipo de intelectuales, un “constructor, organizador, persuasor”, que debe llegar “de la técnica-trabajo a la técnica-ciencia y a la concepción humano-histórica, sin la cual permanece especialista y no se vuelve dirigente”. El grupo social emergente, que lucha por conquistar la hegemonía política, tiende a conquistar la propia ideología intelectual tradicional mientras, al mismo tiempo, forma sus propios intelectuales orgánicos.
La organicidad del intelectual se mide con la mayor o menor conexión que mantiene con el grupo social al cual se refiere: ellos operan, tanto en la sociedad civil – el conjunto de los organismos privados en los cuales se debaten y se difunden las ideologías necesarias para la adquisición del consenso que aparentemente surge espontáneamente de las grandes masas de la población a las decisiones del grupo social dominante – que en la sociedad política o estado, donde se ejercita el “dominio directo o de mando que se expresa en el Estado y en el gobierno jurídico”. Los intelectuales son algo así como “los apostadores del grupo dominante para el ejercicio de las funciones subalternas de la hegemonía social y del gobierno político”.
Como el Estado, en la sociedad política, tiende a unificar a los intelectuales tradicionales, con aquellos orgánicos, así en la sociedad civil y el partido político, todavía más completa y orgánicamente que el Estado, elabora “los propios componentes, elementos de un grupo social nacido y desarrollado como económico, hasta convertirlos en intelectuales políticos calificados, dirigentes, organizadores de todas las actividades y las funciones inherentes al desarrollo orgánico de una sociedad integral, civil y política”.

### Los intelectuales y la educación
Gramsci estudió extensamente el papel de los intelectuales en la sociedad. Afirmó por un lado que todos los hombres son intelectuales, en tanto que todos tenemos facultades intelectuales y racionales, pero al mismo tiempo consideraba que no todos los hombres juegan socialmente el papel de intelectuales. Según Gramsci, los intelectuales modernos no son simplemente escritores, sino directores y organizadores involucrados en la tarea práctica de construir la sociedad.
También distinguía entre la intelligentsia tradicional, que se ve a sí misma (erróneamente) como una clase aparte de la sociedad, y los grupos de pensadores que cada clase social produce 'orgánicamente' de sus propias filas. Dichos intelectuales 'orgánicos' no se limitan a describir la vida social de acuerdo a reglas científicas, sino más bien 'expresan', mediante el lenguaje de la cultura, las experiencias y el sentir que las masas no pueden articular por sí mismas. La necesidad de crear una cultura obrera se relaciona con el llamado de Gramsci por una educación capaz de desarrollar intelectuales obreros, que compartan la pasión de las masas. Sus conceptos sobre educación han sido objeto de dos interpretaciones distintas y a veces antagónicas, una mayoritaria, representada por ejemplo por Henry Giroux, que lo sitúa dentro del ámbito de la pedagogía crítica y la educación popular teorizado y practicado más contemporáneamente por el brasilero Paulo Freire, y otra más minoritaria, representada por Harold Entwistle, que lo considera defensor de una escuela de corte clásico, capaz de poner la cultura en manos de las clases trabajadoras.

### Literatura nacional popular
Si los intelectuales pueden ser mediadores de cultura y de consenso hacia los grupos sociales, una clase políticamente emergente debe valerse de intelectuales orgánicos, para la valoración de sus valores culturales, hasta poder imponerlos a la sociedad entera.
Estando siempre ligados a las clases dominantes, obteniendo de seguido honores y prestigio, los intelectuales italianos no se pueden sentir nunca orgánicos, siempre han rechazado, en nombre de su abstracto cosmopolitismo, cada vínculo con el pueblo, del cual no han querido nunca reconocer las exigencias ni interpretar las necesidades culturales.
Desde el siglo XIX en Europa se ha asistido a un florecimiento de la literatura popular, desde los romances de apéndice de Eugène Sue o de Pierre Alexis Ponson du Terrail, a Alejandro Dumas, a los cuentos policíacos ingleses y americanos, con mayor dignidad artística, a las obras de Chesterton y de Dickens, a aquellas de Víctor Hugo, de Zola y de Balzac, hasta las obras maestras de Dostoievski y de Tolstói. Nada de esto ha ocurrido en Italia: aquí la literatura no se ha difundido y no ha sido popular, por la carencia de “un bloque nacional intelectual y moral” al grado que “el elemento intelectual indígena es más extranjero que los extranjeros de frente al pueblo-nación”.
El público italiano busca su literatura en el extranjero porque la siente más suya que aquella nacional: es esta la demostración del desapego, que hay en Italia, entre público y escritores. “Cada pueblo tiene su literatura, pero ella puede llegar desde otro pueblo... puede estar subordinado a la hegemonía intelectual y moral de otros pueblos. Es esta la paradoja más estridente para muchas tendencias monopólicas de carácter nacionalista y represivo: que mientras se construyen planos grandiosos de hegemonía, no se dan cuenta de ser objeto de hegemonías extranjeras; así como, mientras se hacen planos imperialistas, en realidad se es objeto de otros imperialismos”.
Permanecieron famosas las notas de Gramsci sobre Alessandro Manzoni: el escritor más competente, más estudiado en las escuelas y en teoría el más popular, es una demostración del carácter no nacional-popular de la literatura italiana. “El carácter aristocrático del catolicismo manzoniano aparece en la compasión chistosa hacia las figuras de hombres del pueblo (eso que no aparece en Tolstoi), como fra Galdino (en confrontación con frate Cristoforo), el sastre, Renzo, Agnese, Perpetua, la misma Lucía... los pueblerinos, para Manzoni, no tienen vida interior, no tienen personalidad moral profunda, ellos son animales y Manzoni el benévolo hacia ellos, justamente como la benevolencia de una sociedad católica de protección de animales.... nada del espíritu popular de Tolstoi, es decir, del espíritu evangélico del cristianismo primitivo.
La postura de Manzoni hacia sus pueblerinos es la postura de la Iglesia católica hacia el pueblo: de condescendiente benevolencia, no de inmediatez humana... ve con ojo severo todo el pueblo, mientras ve con ojo severo la mayoría de aquellos que no son pueblo, él encuentra magnanimidad, otros pensamientos, grandes sentimientos, solo en algunos de la clase alta, en ninguno del pueblo... no hay pueblerino que no sea burlado y ridiculizado... Vida interior tienen solo los señores: fra Cristoforo, el Borromeo, el Innominado, el mismo Don Rodrigo... La importancia que tiene la frase de Lucía en la turbación de la conciencia del Innominado, y en el secundar la crisis moral, es de carácter no iluminante y fulgurante como la aportación del pueblo, fuente de vida moral y religiosa en Tolstoi, pero mecánico y de carácter silogístico... Su postura hacia el pueblo no es popular-nacional, sino aristocrática.
Una clase que mueva a la conquista de la hegemonía no puede no crear una nueva cultura, que es ella misma expresión de una nueva vida moral, un nuevo modo de ver y representar la realidad; naturalmente, no se crean artificialmente artistas que interpreten este nuevo mundo cultural, pero “un nuevo grupo social que entra en la vida histórica con postura hegemónica, con una seguridad de sí que antes no tenía, no puede no suscitar desde su seno personalidad que antes no hubiera encontrado una fuerza suficiente para expresarse plenamente...”. En tanto, en la creación de una nueva cultura, es parte la crítica de la cultura literaria presente, y Gramsci ve en la crítica desarrollada por Francesco de Sanctis un ejemplo privilegiado: “La crítica de De Sanctis es militante, no frígidamente estética, es la crítica de un periodo de luchas culturales, de contrastes entre concepciones de la vida antagonistas. La análisis del contenido, la crítica de la estructura de las obras, es decir, de la coherencia lógica e histórica actual de las masas de sentimientos representados artísticamente, están vinculados a esta lucha cultural: justamente en eso parece que consista la profunda humanidad y el humanismo, de De Sanctis... que tiene firmes convencimientos morales y políticos y no los esconde...”
Para Gramsci, una crítica literaria debe fusionar, como De Sanctis hizo, la crítica estética con la lucha por una cultura nueva, criticando la costumbre, los sentimientos y las ideologías expresadas en la historia de la literatura, individualizando las raíces en la sociedad en los cuales los escritores se encuentran para operar. No por casualidad, Gramsci proyecta en su cuadernos un ensayo que intitula “los sobrinitos de padre Bresciani”: Antonio Bresciani (1798-1862), jesuita, fundador de la revista La Cultura Católica, fue un escritor de novelas populares de impronta reaccionaria; una de ellas, El hebreo de Verona, fue reprimida en un célebre ensayo de De Sanctis. Los sobrinitos del padre Bresciani son los intelectuales y los literatos contemporáneos portadores de una ideología reaccionaria.
Entre los “sobrinitos” Gramsci individualiza, además a muchos escritores ya olvidados, Antonio Beltramelli, Ugo Ojetti, Alfredo Panzini, Goffredo Bellonci, Massimo Bontempelli, Umberto Fracchia, Adelchi Baratono (“el agnosticismo del Baratono no es otra cosa que bellaquería moral y civil... Baratono teoriza solo la propia impotencia estética y filosófica y la propia conejería”), Riccardo Bacchelli ("en Bachelli hay mucho brescianismo, no solo socio-político, pero también literario: la Ronda fue una manifestación de jesuitismo artístico), Salvatore Gotta, Giuseppe Ungaretti; escribe que "la vieja generación de intelectuales ha fracasado (Giovanni Papini, Giuseppe Prezzolini, Ardengo Soffici, etc.) pero ha tenido una juventud. La generación actual no tiene, ni siquiera esta edad de las brillantes promesas Titta Rosa, Giovanni Battista Angioletti, Curzio Malaparte, etc.). Asnos brutos desde pequeños".

### La crítica a Croce
Pariente del filósofo neo-hegeliano Bertrando Spaventa, alumno del hermano de este, Silvio Benedetto Croce llega al idealismo, a través del marxismo de Antonio Labriola, al fin del siglo XIX, en el momento en el cual, en Europa, se afirma el revisionismo del marxismo por obra de la corriente socialdemócrata alemana guiada por Eduard Bernstein y desde aquí, al revisionismo socialista italiano de Bissolati y Turati.
Para Gramsci, Croce, que nunca ha sido socialista, otorga a la burguesía italiana los instrumentos culturales más refinados para delimitar los límites entre los intelectuales y la cultura italiana, por una parte, y el movimiento obrero y socialista por la otra.
Croce combate el marxismo tratando de negar la validez del elemento que él señala como decisivo: el referente a la economía; El Capital de Marx sería para él una obra de moral y no de ciencia, un intento de demostrar que la sociedad capitalista es inmoral, diferente de la comunista, en la cual se realizaría la moralidad plena humana y social. La carencia de cientificidad de la obra maestra de Marx estaría demostrada por el concepto de plusvalía: para Croce, solo desde un punto de vista moral se puede hablar de plusvalía, respecto al valor, legítimo concepto económico.
Esta crítica de Croce es, para Gramsci, un simple sofisma: la plusvalía es ese mismo valor, es la diferencia entre el valor de las mercancías producidas por el trabajador y el valor de la fuerza de trabajo del trabajador mismo. La teoría del valor de Marx se deriva directamente de la del economista inglés David Ricardo, cuya teoría del valor-trabajo «no levantó ningún escándalo cuando fue expresada, porque entonces no representaba ningún peligro, aparecía sólo, como era, una constatación puramente objetiva y científica. El valor polémico y de educación moral y política, sin perder nunca su objetividad, debía adquirirla sólo con la Economía Crítica [El Capital]»
Si la filosofía crociana se presenta como historicismo, es decir, para Croce la realidad es historia y todo lo que existe es necesariamente histórico, pero, conforme a la naturaleza idealista de su filosofía, la historia es la historia del espíritu y por lo tanto es historia de abstracciones, es historia de la libertad, de la cultura, del progreso, es una historia especulativa, no es la historia concreta de las naciones y de las clases.
«La historia especulativa puede ser considerada como un retroceso, en formas literarias hechas con más astucia y menos ingenuas, que el desarrollo de la capacidad crítica, con formas de historia en descrédito, como vacíos y retóricos y registrados en diversos libros del mismo Croce. La historia ético-política, en cuanto prescinde del concepto de bloque histórico [unión de estructura y supraestructura en sentido marxista], en cuyo contenido económico-social y forma ético-política se identifican concretamente en la reconstrucción de varios periodos históricos, no se trata de nada más que de una presentación polémica de razonamientos más o menos interesantes, pero no es historia.
En las ciencias naturales eso equivaldría a un retorno a las clasificaciones según el color de piel, de las plumas, del pelo de los animales, y no según la estructura anatómica [...] en la historia de los hombres [...] el color de la piel hace bloque con su estructura anatómica y con todas las funciones fisiológicas; no se puede pensar en un individuo desollado como el verdadero individuo, pero ni siquiera el individuo deshuesado y sin esqueleto [...] la historia de Croce representa figuras deshuesadas, sin esqueleto, de carnes flácidas, incluso abajo de los coloretes literarios del escritor».
La operación conservadora del Croce histórico hace pareja con aquella del Croce filósofo: si la dialéctica del idealista Hegel era una dialéctica de los contrarios – un desarrollo de la historia que procede por contradicciones – la dialéctica crociana es una dialéctica de los distintos: conmutar la contradicción en distinción significa operar una atenuación si no una anulación de los contrastes que en la historia, y en las sociedades se presentan. Para Gramsci, tal operación se manifiesta en las obras históricas de Croce: su Historia de Europa, iniciando desde 1815 y cortando el período de la Revolución francesa y el imperio napoleónico, «no es otra cosa que un fragmento de historia, el aspecto pasivo de la gran revolución que se inició en Francia en 1789, desembocó en el resto de Europa con las armadas republicanas y napoleónicas, dando un potente empujón a los viejos regímenes y determinando no el derrumbe inmediato como en Francia, pero la corrosión reformista que duró hasta 1870».
Del mismo modo, su Historia de Italia desde 1871 a 1915 «prescinde del momento de la lucha, del momento en el cual se elaboran, reúnen y disponen las fuerzas en contraste [...] en el cual un sistema ético-político se disuelve y otro se elabora [...] en el cual un sistema de relaciones sociales se desconecta y decae y otro sistema surge y se afirma, en cambio Croce asume plácidamente como historia el momento de la expansión cultural o ético-político».

### Materialismo histórico
Gramsci, desde los años universitarios, fue un decidido opositor de aquella concepción fatalista y positivista del marxismo, presente en el viejo partido socialista, para la cual el capitalismo necesariamente estaba destinado a caer, dando lugar a una sociedad socialista. Esta concepción enmascaraba la impotencia política del partido de la clase subalterna, incapaz de tomar la iniciativa para la conquista de la hegemonía.
Aunque el manual del bolchevique ruso Nikolái Bujarin, editado en 1921, La teoría del materialismo histórico, manual popular de sociología, se coloca en el mismo filón

«La sociología fue un intento de crear un método de la ciencia histórico-política, en dependencia de un sistema filosófico ya elaborado, el positivismo evolucionista... se convirtió en la filosofía de nuestros filósofos, un intento de describir y clasificar esquemáticamente los hechos históricos, según criterios construidos sobre el modelo de las ciencias naturales. La Sociología es pues un intento de recabar experimentalmente las leyes de evolución de la sociedad humana en modo de prever el advenimiento con la misma certeza con el cual se prevé que de una bellota se desarrollará una encina. El evolucionismo vulgar está a la base de la sociología que no puede conocer el principio dialéctico con el pasaje de la cantidad a la calidad, pasaje que turba cada evolución y cada ley de uniformidad entendida en sentido vulgarmente evolucionista.»

La comprensión de la realidad como desarrollo de la historia humana solo es posible utilizando la dialéctica marxista, excluida en el manual de Bujarin, porque ella recoge tanto el sentido de las vivencias humanas como su provisoriedad, su historicidad precisamente, determinada por la praxis, la acción política, que transforma las sociedades.
La dialéctica es pues instrumento de investigación histórica, que supera la visión naturalista y mecanicista de la realidad; es unión de teoría y praxis, de conocimiento y acción. La dialéctica es «doctrina del conocimiento y sustancia medular de la historiografía y de la ciencia de la política» y puede ser comprendida solo concibiendo el marxismo

«Como una filosofía integral y original que inicia una nueva fase en la historia y en el desarrollo mundial en cuanto supera (y superando incluye en sí los elementos vitales) sea el idealismo que el materialismo tradicionales expresión de viejas sociedades. Si la filosofía de la praxis  [el marxismo] no está pensada como subordinada a otra filosofía, no se puede concebir la nueva dialéctica, en la cual precisamente aquella superación se efectúa y se expresa.»

El viejo materialismo es metafísico, para el sentido común la realidad es objetiva, independiente del sujeto, existente independientemente del hombre, es un obvio axioma, confortado por la afirmación de la religión por la cual el mundo, creado por Dios, se encuentra ya dado ante nosotros. Pero Gramsci excluye los idealismos berkelianos y gentilianos, también rechaza «la concepción de la realidad objetiva del mundo externo en su forma más trivial y acrítica» desde el momento que «a esta puede ser opuesta la objeción del misticismo». Si nosotros conocemos la realidad en cuanto hombres, y siendo nosotros mismos un devenir histórico, también la conciencia y la realidad son un devenir.
¿Cómo podría de hecho existir una objetividad extrahistórica y extrahumana y quién juzgará tal objetividad?:

«La formulación de Engels que la unidad del mundo consiste en la materialidad demostrada por el largo y laborioso desarrollo de la filosofía de las ciencias naturales contiene precisamente el germen de la concepción justa, porque se recurre a la historia y al hombre para demostrar la realidad objetiva. Objetivo significa siempre humana objetivo, es decir, que puede corresponder exactamente a históricamente objetivo [...]. El hombre conoce objetivamente en cuanto el conocimiento es real para todo el género humano históricamente unificado en un sistema cultural unitario, pero esto proceso de unificación histórica ocurre con la desaparición de las contradicciones internas que despedazan la sociedad humana, contradicciones que son la condición de la formación de los grupos y del nacimiento de las ideologías [...]. Hay pues una lucha por la objetividad (para librarse de las ideologías parciales y falaces) y esta lucha es la misma lucha para la unificación cultural del género humano.»

### El Estado y la sociedad civil
La teoría de la hegemonía de Gramsci está ligada a su concepción del estado capitalista, que según afirma, controla mediante la fuerza y el consentimiento. El estado no debe ser entendido en el sentido estrecho de gobierno. Gramsci más bien lo divide entre la 'sociedad política', que es la arena de las instituciones políticas y el control legal constitucional, y la 'sociedad civil', que se ve comúnmente como una esfera 'privada' o 'no estatal', y que incluye a la economía.
Sin embargo, Gramsci aclara que la división es meramente conceptual y que las dos pueden mezclarse en la práctica. Gramsci afirma que bajo el capitalismo moderno, la burguesía puede mantener su control económico permitiendo que la esfera política satisfaga ciertas demandas de los sindicatos y de los partidos políticos de masas de la sociedad civil. Así, la burguesía lleva a cabo una 'revolución pasiva', al ir más allá de sus intereses económicos y permitir que algunas formas de su hegemonía se vean alteradas. Gramsci ponía como ejemplos de esto a movimientos como el reformismo y el fascismo, así como a la 'administración científica' y los métodos de la línea de ensamblado de Frederick Taylor y Henry Ford.
Siguiendo la línea de Maquiavelo, argumenta que el 'Príncipe moderno' -el partido revolucionario- es la fuerza que permitirá que la clase obrera desarrolle intelectuales orgánicos y una hegemonía alternativa dentro de la sociedad civil. Para Gramsci, la naturaleza compleja de la sociedad civil moderna implica que la única táctica capaz de minar la hegemonía de la burguesía y llevar al socialismo es una 'guerra de posiciones' (análoga a la guerra de trincheras), la 'guerra en movimiento' (o ataque frontal) llevado a cabo por los bolcheviques fue una estrategia más apropiada a la sociedad civil 'primordial' existente en la Rusia zarista.
A pesar de su afirmación de que la frontera entre las dos es borrosa, Gramsci alerta contra la adoración al estado que resulta de identificar a la sociedad política con la sociedad civil, como en el caso de los jacobinos y los fascistas. Él cree que la tarea histórica del proletariado es crear una 'sociedad regulada' y define al 'estado que tiende a desaparecer' como el pleno desarrollo de la capacidad de la sociedad civil para regularse a sí misma.

### Historicismo
Gramsci, al igual que el joven Marx, era asiduo proponente del historicismo. Desde su perspectiva, todo significado se deriva de la relación entre la actividad práctica (o 'praxis') y de los procesos sociales e históricos 'objetivos' de los que formamos parte. Las ideas no pueden ser entendidas fuera del contexto histórico y social, aparte de su función y origen. Los conceptos con los cuales organizamos nuestro conocimiento del mundo no derivan primordialmente de nuestra relación a las cosas, sino de las relaciones sociales entre los usuarios de estos conceptos. El resultado es que no hay tal cosa como una 'naturaleza humana' que no cambia, sino una mera idea de esta que cambia históricamente. Además, la filosofía y la ciencia no 'reflejan' una realidad independiente del hombre, sino que son 'verdad' en tanto que expresan el proceso de desarrollo real de una situación histórica determinada. La mayoría de los marxistas sostienen la opinión de sentido común de que la verdad es la verdad sin importar cuando y donde se les plantee, y que el conocimiento científico (que incluye al marxismo) se acumula históricamente como el progreso de la verdad en este sentido cotidiano, y por lo tanto no pertenecía al dominio ilusorio de la superestructura. Para Gramsci, sin embargo, el marxismo era 'verdadero' en el sentido pragmático social, en que, al articular la conciencia de clase del proletariado, expresa la 'verdad' de su época mejor que ninguna otra teoría. Esta posición anticientífica y antipositivista se debía a la influencia de Benedetto Croce, probablemente el intelectual italiano más ampliamente respetado de su época. Aunque Gramsci repudia esta posibilidad, su descripción histórica de la verdad ha sido criticada como una forma de relativismo.

### Crítica deleconomicismo
En un famoso artículo escrito antes de su encarcelamiento titulado 'La Revolución contra El Capital ', Gramsci afirma que la revolución bolchevique representaba una revolución contra el libro clásico de Karl Marx, considerado la guía básica de la socialdemocracia y el movimiento obrero antes de 1917. Iba en contra de varias premisas al efectuarse una revolución socialista en un país atrasado como Rusia que no reunía las condiciones económicas y sociales que se consideraban indispensables para el tránsito al socialismo. El principio de la primordialidad de las relaciones de producción, decía, era una malinterpretación del marxismo. Tanto los cambios económicos como los cambios culturales son expresiones de un 'proceso histórico básico', y es difícil decir qué esfera tiene más importancia. La creencia fatalista, común entre el movimiento obrero en sus primeros años, de que triunfaría inevitablemente debido a 'leyes históricas', era, para Gramsci, el producto de circunstancias de una clase oprimida restringida principalmente a la acción defensiva, y sería abandonada como un obstáculo una vez que la clase obrera pudiera tomar la iniciativa. La 'filosofía de la praxis' (un eufemismo por "marxismo" que usaba para eludir a los censores de la prisión) no puede confiar en 'leyes históricas' invisibles como los agentes del cambio social. La historia está definida por la praxis humana y por lo tanto incluye el albedrío humano. Sin embargo, el poder de la voluntad no puede lograr nada que quiera en una situación determinada: cuando la consciencia de la clase obrera alcance el nivel de desarrollo necesario para la revolución, las circunstancias históricas que se encuentren serán tales que no se puedan alterar arbitrariamente.
Como quiera, no se puede predeterminar por inevitabilidad histórica cuál de los muchos posibles desarrollos tomará lugar.

### Crítica del materialismo
Con su creencia de que la historia humana y la 'praxis' colectiva determinan si una cuestión filosófica es relevante o no, Gramsci se opone al materialismo metafísico y 'copia' la teoría de la percepción desarrollada por Engels y Lenin, aunque no lo afirma explícitamente.
No es que Gramsci discuta la existencia de una realidad "exterior", ni que reivindique la subjetividad del conocimiento, sino que lo que le interesa es la relación que establecemos históricamente con la realidad, y qué conceptos se han establecido para referirse a esa relación. Su preocupación es sobre la categoría de "objetividad" como un concepto histórico. El punto que enfatiza es en qué medida es "objetivo" el conocimiento de la realidad que hemos dado en llamar "objetivo". La historia natural es solo relevante en relación con la historia humana. El materialismo filosófico, como el 'sentido común' primitivo, resultan de una falta de pensamiento crítico, y no se puede afirmar, como lo hacía Lenin, que se contrapone a la superstición religiosa. A pesar de esto, Gramsci se resigna a la existencia de esta forma 'cruda' de marxismo: es estatus del proletariado como clase dependiente implica que con frecuencia el marxismo, como su representación teórica, solo pueda ser expresado en la forma de superstición popular y sentido común. Sin embargo, para poder desafiar de manera efectiva las ideologías de las clases educadas, y para esto los marxistas deben presentar su filosofía de forma más sofisticada, y tratar de entender genuinamente las opiniones de sus oponentes.
Gramsci da un paso adelante en el terreno epistemológico al afirmar que "el marxismo también es una superestructura", lo que quiere decir que no es exactamente la verdad, sino un punto de vista que, como todo punto de vista puede tener sus falacias. Al oponerse al realismo epistemológico defendido por los leninistas, y al positivismo, abre paso a un grado mayor de relativismo epistemológico, que no constituye para Gramsci una renuncia ética o política, sino la asunción cabal del carácter provisorio y construido del conocimiento humano.

### De Gramsci
- ¿Qué es la cultura popular?. Valencia: Universitat de València. 2011. ISBN 9788437081977.
- Antología. España: Akal. 2013. ISBN 9788446037934.
- Para la reforma moral e intelectual. Madrid: La Catarata. 2016. ISBN 9788490971031.
- El árbol del erizo y otros cuentos de las buenas noches. Barcelona: Icaria. 2017. ISBN 9788498888089.
- Escritos (Antología). Madrid: Alianza. 2017. ISBN 9788491047100.
- Escritos sobre la Revolución Rusa. Buenos Aires: Luxemburg. 2017. ISBN 9789871709434.
- Il nostro Marx. Buenos Aires: Gorla. 2017. ISBN 9789871444458.
- La historia de una familia revolucionaria. Antonio Gramsci y los Schucht, entre Rusia e Italia. Gijón: La Hoja de Lata. 2017. ISBN 9788416537280.
- Materialismo histórico, Filosofía y política moderna. Granada: Comares. 2017. ISBN 9788490455012.
- Odio a los indiferentes. España: Ariel. 2017. ISBN 9788434426955.
- Allí donde la voluntad quiera y como la voluntad desee. Barcelona: Intervención cultural. 2018. ISBN 9788416995615.
- Notas sobre Maquiavelo, sobre la política y sobre el Estado moderno. Granada: Comares. 2018. ISBN 9788490456095.
- Pasado y presente. Cuadernos de la cárcel. Barcelona: Gedisa. 2018. ISBN 9788417341121.
- El Fascismo. La sombra negra de cien años de barbarie. Madrid: Altamarea. 2019. ISBN 9788494957048.
- La alternativa pedagógica. México D.F: Fontamara. 2019. ISBN 9786077365815.
- Bajo la mole: Fragmentos de civilización. Madrid: Sequitur. 2020. ISBN 9788415707646.
- Cartas Precarcelarias (1909-1926). Antología. Madrid: La Catarata. 2020. ISBN 9788490979488.
- La formación de los intelectuales. Granada: Comares. 2020. ISBN 9788490459386.
- El ratón y la montaña. España: Akal. 2021. ISBN 9788446050551.
- La hegemonía de los excluidos: Materiales para una vida auténtica. Barcelona: Malpaso. 2022. ISBN 9788418546778.

### Sobre Gramsci
- Anderson, Perry (2018). Las antinomias de Antonio Gramsci. Madrid: Akal. ISBN 9788446046134.
- Arico, José María (2005). La cola del diablo:Itinerario de Gramsci en América Latina. Buenos Aires: Siglo XXI Argentina. ISBN 9789871220328.
- Fiori, Giuseppe (2016). Antonio Gramsci. Vida de un revolucionario. Madrid: Capitán Swing. ISBN 9788494444548.
- Fusaro, Diego (2018). Antonio Gramsci. La pasión de estar en el mundo. Madrid: Siglo XXI España. ISBN 9788432319181.
- Fusaro, Lorenzo; Xidias, Jason; Fabry, Adam (2018). A Macat analysis of Antonio Gramsci's Prison Noteboks (en inglés). Londres: Routledge. ISBN 9781912127429.
- Herrera Zgaib, Miguel Ángel (2013). Antonio Gramsci y la crisis de hegemonía. La refundición de la Ciencia Política. Bogotá: Universidad Nacional de Colombia. ISBN 9789587616156.
- Kanoussi, Dora (2013). Gramsci En America. España: Plaza Y Valdés. ISBN 9789688568583.
- Kanoussi, Dora (1998). Los estudios gramscianos hoy. Puebla: Plaza Y Valdés. ISBN 9789688566015.
- Kanoussi, Dora (2013). Una introducción a los cuadernos de la cárcel de Antonio Gramsci. Madrid: Plaza Y Valdés. ISBN 9789688568361.
- Laleff Ilieff, Ricardo (2021). Lo político y la derrota. Un contrapunto entre Antonio Gramsci y Carl Schmitt. Madrid: Guillermo Escolar. ISBN 9788418093401.
- Losurdo, Domenico (2015). Antonio Gramsci. Del liberalismo al comunismo crítico. Madrid: Ediciones del Oriente y del Mediterráneo. ISBN 9788494393228.
- Pearmain, Andrew (2005). Antonio Gramsci. Una biografía. Buenos Aires: Siglo XXI Argentina. ISBN 9789878011875.
- Piñón Gaytán, Francisco (1998). Gramsci: Prolegómenos Filosofía y política. México D.F.: Plaza Y Valdés. ISBN 9688560154.
- Vacca, Giuseppe (2020). Vida y pensamiento de Antonio Gramsci. 1926-1937. Madrid: Akal. ISBN 9788446047902.
- Valderrama, Miguel (2022). Antonio Gramsci. Artes del retrato. Santiago de Chile: Palinodia. ISBN 9789568438692.